# قمي المسام الخيطي
قمي المسام الخيطي (الاسم العلمي: Acropora filiformis) هو نوع من اللاسعات يتبع جنس قمي المسام من فصيلة قميات المسام.